# Amblyseius arcticus
Amblyseius arcticus är en spindeldjursart som beskrevs av Chant och Hansell 1971. Amblyseius arcticus ingår i släktet Amblyseius och familjen Phytoseiidae. Inga underarter finns listade i Catalogue of Life.